# Edificio el Capitolio
Edificio el Capitolio es un edificio ubicado en Monte Capitolio, Colonia. Fuentes del Valle, en San Pedro Garza García, Área Metropolitana de Monterrey, tiene 2 elevadores (ascensores).

## La Forma
Su altura es de 110 metros y tiene 28 pisos.
La altura de piso a techo es de 3.43 metros.
El área total del edificio es 21,600 m².

## Detalles Importantes
- Su construcción comenzó en 1996 y finalizó en 1997.

- Fue el edificio más alto de la Ciudad de Monterrey y en el área Metropolitana ocupó el segundo lugar hasta el 2000 año en el cual es desplazado por la Torre CNCI.

- Su uso es exclusivamente residencial.

- Tiene 7 niveles de aparcamiento subterráneo.

- Los materiales que se usaron en su construcción fueron: concreto armado, aluminio y vidrio.

- Su constructora fue: Maiz Mier, S.A. de C.V.

- Es un construcción considerada postmodernista.

## Datos clave
- Altura- 110 metros.
- Área Total- 21,600 metros cuadrados.
- Pisos- 7 niveles subterráneos de estacionamiento y 28 pisos.
- Condición: 	En Uso.
- Rango: 	
  - En Área Metropolitana de Monterrey: 3º lugar